# 골드스킨즈
골드스킨즈는 대한민국의 힙합 그룹이다. 2019년 싱글 앨범 [대 기 업]으로 데뷔했다.

## 방송
- 드랍더비트 (2022) - Top48(27위)

## 음반
- 대 기 업 (2019)
- 예쁘니까 니 맘대로 해도 돼 (2019)
- Spirit Evolution (2020)
- 랩빤치 (2020)
- Missed Call (2021)
- 랩카게 (2021)
- 치즈볼 (2022)
- goldskinz the autism (2023)
- Pat&Mat (2024)